# Jackson Ole Sapit
Jackson Nasoore Ole Sapit (12 giugno 1964) è un arcivescovo anglicano keniota che il 20 maggio 2016 è stato eletto primate della Chiesa anglicana del Kenya.
Consacrato sacerdote a luglio del '92, nel 2005 ricevette l'ordinazione episcopale per mano dell'arcivescovo Benjamin Nzimbi. Il 3 luglio 2016 si insediò nella Cattedrale di Tutti i Santi a Nairobi, succedendo a Eliud Wabukala.

## Biografia
Frequentò le scuole primarie a Rotian e le superiori a Narok, diplomandosi nel 1984. Nel '77 ricevette il Battesimo e nell'85 la Confermazione, collaborando alle attività della chiesa di Narok dal 1987 al 1988.
Dal 1989 al 1991 studiò al Berea Theological College di Nakuru per conseguire il Diploma in Teologia. Ordinato diacono nel luglio '91 e sacerdote l'anno seguente, per due anni ricoprì il ruolo di vicario della parrocchia di Belgut, nella diocesi di Nakuru. Nel '97, conseguì il Bachelor of Divinity all'Università di San Paolo a Limuru, e due anni più tardi, una certificazione in ricerca/consulenza alla Daystar University di Nairobi.

Nel quinquennio successivo, fu assegnato alla parrocchia di Kilgoris e nominato vicario e gestore di progetti del programma di sviluppo rurale del circostante distretto di Trans Mara. 
Trasferitosi in Inghilterra nel 2002, completò un corso di master annuale in Sviluppo sociale e Stili di Vita Sostenibili all'Università di Reading. Nel 2012, gli fu conferito un dottorato onorario in studi professionali dalla sede californiana della Global University for Lifelong Learning. 
Coordinatore diocesano per lo sviluppo missionario a Nakuru (dal 2003 al 2004), nel triennio seguente fu il vescovo suffraganeo della diocesi di Kericho, della quale divenne titolare nel 2008.
Il 20 maggio 2016, la Camera dei Vescovi della Chiesa Anglicana, riunitasi nella Cattedrale di Tutti i Santi a Nairobi lo elesse sesto arcivescovo e sesto primate della Chiesa anglicana del Kenya, all'interno di una rosa di sei candidati. Sostenitore del movimento del Riallineamento Anglicano, come il predecessore Eliud Wabukala, la sua nomina fu accolta favorevolmente da molti dei primati della Fellowship of Confessing Anglicans. Si insediò nella cattedrale diocesana il 3 luglio 2016.